# Selago nachtigalii
Selago nachtigalii  (лат.) — вид двудольных цветковых растений семейства Норичниковые (Scrophulariaceae) рода Selago. В некоторые авторы относят данный вид к роду Walafrida именуя вид как Walafrida nachtigalii (Rolfe) Rolfe, 1901.
Вид является эндемичным для Намибии; его естественная среда обитания — холодные пустыни этой страны.
Охранный статус Selago nachtigalii вызывает наименьшие опасения.
Вид назван в честь Густава Нахтигаля (1834—1885), немецкого врача, исследователя Африки.